# 黄霖 (1904年)
黄霖（1904年5月18日—1985年10月13日），原名罗永正，字直方，四川新都人，中国政治人物，江西省原副省长，江西省政协原副主席。

## 生平
1904年生于四川省新都县。原名罗永正。幼年入私塾，后读小学、中学。1925年毕业于四川陆军讲武堂。1926年底投奔北伐军。1927年任贺龙部特务营连长，同年加入中国共产党，参加八一南昌起义。1928年返川，任中共新都城区区委书记。后赴上海从事地下工作，历任上海大学生联合会党团书记，中共上海沪中区委书记。曾四次被捕入狱。1937年七七事变后出狱赴延安。此后历任鲁迅艺术学院院务处处长，中央管理局副局长，中共长春市委委员、东荣区区委书记，中共吉南地委委员、桦南工委书记、桦甸县委书记，中共吉林省委副秘书长等职。1949年中华人民共和国成立后，曾任中共江西省委委员、南昌市委书记兼南昌警备司令部政委，中共江西省委党校校长兼党委书记，中共江西省委常委、交通工作部部长，江西省副省长，江西省第二、三届政协副主席。1985年10月13日在北京病逝，终年81岁。